# Keep on Knocking
Keep on Knocking (с англ. — «Продолжайте Стучать») — песня американской рок-группы The Cars, третий трек с альбома Move Like This.

## Об альбоме
Песня была написана и спета вокалистом, ритм-гитаристом и автором песен Риком Окасеком. Продюсером выступили сами The Cars, это одна из пяти песен с альбома, спродюсированных группой.
Писатель allmusic Стивен Томас Эрлевайн назвал песню «первоклассной поп-композицией» в своём обзоре альбома Move Like This.
"Keep on Knocking" была одной из шести песен с альбома, которая исполнялась группой во время North American tour 2011 года. Во время тура басовые партии Орра исполнял Хоукс на клавишных и басу.

## Участники записи
- Рик Окасек — ведущий и бэк-вокал, гитары, клавишные
- Эллиот Истон — гитары, бэк-вокал
- Грег Хоукс — клавишные, гитары, бас-гитара, бэк-вокал
- Дэвид Робинсон — ударные, перкуссия, бэк-вокал